# 藤田嗣治
藤田 嗣治（日语：／ Fujita Tsuguharu，1886年11月27日—1968年1月29日），歸化法國後的洗禮名為莱昂纳尔·嗣治·藤田（Léonard Tsugouharu Foujita），是出生在日本东京都的画家，雕刻家。时至今日，仍然是在法国最为著名的日本艺术家。藤田以猫和女人为主题的画作见长，
他将日本画的技巧引入油画，他所独创的「乳白色之肌肤」的裸体画像在西方艺术界广受称赞。藤田嗣治是巴黎派画家的代表人物。

## 生平
1886年出生於東京，祖父藤田嗣服為田中藩士，父親藤田嗣章為軍醫，擔任過軍醫最高的位階陸軍軍醫總監，兄藤田嗣雄曾在朝鮮總督府與日本陸軍省任職，與兒玉源太郎之女結婚，為軍系世家背景。
1905年，在森鷗外的推薦下，藤田嗣治進入東京美術學校西洋畫科，但因不滿當時學校以黑田清輝為主導的保守風格，在校成績不佳。畢業之後也因為受到黑田勢力的排擠，無法入選官方展覽。

### 渡法活動
1913年，藤田嗣治遠渡法國，落腳巴黎左岸蒙帕納斯地區，該區域當時仍屬郊區，便宜的租金吸引歐洲乃至世界各地的畫家聚集此處。藤田嗣治與莫迪里亞尼、蘇丁等人交好，並與同時期其他活動在巴黎的前衛藝術家，成為日後的「巴黎畫派」。然而，因1914年第一次世界大戰爆發，日本金援斷絕，藤田嗣治一度貧困潦倒。1917年，藤田首度由畫廊舉辦個展，受到當時著名藝評家安德烈‧薩爾蒙的注意，給予極高評價，使藤田嗣治聲名鵲起，成為巴黎受矚目的日本藝術家。當時藤田的友人及交友圈以其姓氏的羅馬拼音「Foujita」簡化為「FouFou」為暱稱，此暱稱亦諧音法文的離經叛道者之意。

### 歸日參與戰爭畫製作
1931年，藤田嗣治一度到南美洲各地，亦受到熱烈的歡迎，後於1933年回到日本。1937年中日開戰後，藤田曾跟隨日本軍方，以從軍畫家的身分前往中國1年，後返回法國。但因歐戰戰事再起，藤田嗣治在德國入侵巴黎前夕回去日本，並再度隨軍前往中國、東南亞等地，開始進行戰爭畫的製作。
二戰後期，藤田嗣治成為日本陸軍美術協會副理事長。藤田嗣治於1945年所繪的《薰傘兵隊至敵營強行著陸奮戰》（日语：薫空挺隊敵陣に強行着陸奮戦す）中的「薰傘兵隊」有台灣原住民所組成的「高砂義勇隊」。

### 戰後指責
日本戰敗後，藤田嗣治被指為「戰爭共犯」，並曾身為陸軍美術協會副理事長職位，一度有遭駐日盟軍總司令治罪之虞。不過盟軍總司令部要求藤田嗣治蒐集戰爭畫，藤田以身體不便為由，交由山田新一負責。此次收集的戰爭畫，後來秘密運往美國，直到1963年才由日本人重新發現。

### 法國歸化
1949年，藤田嗣治離開日本前往法國，留下「不是我拋棄日本，是日本拋棄我」之語。1955年，藤田取得法國國籍，並轉向宗教寄託，於1959年在法國漢斯受洗為天主教徒。1966年於漢斯完成「和平聖母禮拜堂」的內部壁畫繪製，並於1968年過世時埋骨於此。此禮拜堂1992年被法國指定為歷史遺產。